# نگاه مستقیم (فیلم)
نگاه مستقیم (به انگلیسی: The Forthright Gaze) فیلمی هندی محصول سال ۲۰۱۹ و به کارگردانی اچ. وینوث است. در این فیلم بازیگرانی همچون آجیت کومار، شرادها سرینات، آبهیرامی ونکاتاچالام، آندرا تاریانگ و ویدیا بالان ایفای نقش کرده‌اند.
این فیلم بازسازی فیلم صورتی می‌باشد.